# امیری باراکا
امیری باراکا (انگلیسی: Amiri Baraka; ۷ اکتبر ۱۹۳۴ – ۹ ژانویهٔ ۲۰۱۴) یک هنرپیشه، آموزگار، نویسنده، کنشگری، و شاعر اهل ایالات متحده آمریکا بود. او کتاب‌های شعر زیادی نوشت و در دانشگاه‌های متعددی از جمله دانشگاه بوفالو و دانشگاه استونی بروک نیز تدریس می‌کرد. 